# Старе (Бориспільський район)
Стáре — село в Україні, у Вороньківській сільській громаді Бориспільського району Київської області. Населення складає 2945 осіб.

## Географія
Село Старе розташоване за 30 км від районного центру Бориспіль і за 7 км від автошляху національного значення Н08 Бориспіль — Маріуполь, за 31 км від залізничної станції Бориспіль.
Село розташоване неподалік Дніпра, на старій дніпровській заплаві. Неширока річка Карань відмежовує Старе від давнього придніпровського лісу з півдня. З півночі над сільським поселенням височіє стрімкий обрив, що його вимила у корінному березі колись могутня дніпрова течія. Природа навколишньої місцевості дуже красива. Деякі види рідкісних рослин, занесених у Червону книгу, ще можна зустріти у старівських лісах.

## Історія
Проведені поблизу Старого археологічні дослідження засвідчують присутність людини на цій землі впродовж не менше чотирьох останніх тисячоліть. Найдавніші знахідки — уламки посуду доби бронзи, знайдено в урочищі Горби. Скіфські кургани, досліджені у 1962—1963 роках на території Старівської птахофабрики, датуються IV століттям до н.е. У західній частині села на високому мисі частково збереглися вали городища XII—XIII століть Городище як укріплення використовувалося і пізніше, зокрема за часів козаччини. Поряд з городищем виявлено селище цього ж часу.
На місці давньоруського городища і започатковане село Старе, що спочатку називалося Краснопіллям. Можливо, у цій назві перші поселенці хотіли відобразити красу навколишньої місцевості, можливо, назва означала спочатку просто гарне родюче поле. Можливо під час чергового перепису населення жителям села Старе (на той час —  село Краснопілля), було запропоновано, чи не хотіли б жителі змінити назву свого селища, на що можливо була відповідь — нехай буде найменування старе, тобто таке яке було раніше. Можливо ті, хто здійснювали перепис населення, можливо не зрозуміли побажання жителів селища, і записали з великої літери — Старе.
В історичних документах післятатарського періоду село згадується 1455 роком як «городище Старе». На той час воно було власністю київського боярина Олехни Сахновича. У XV—XVI століттях власниками Старого були також Іван Олехнович, Марія Проскурина-Сушанська, Яцик Лозка та його спадкоємці.
За часів Гетьманщини, село Старе, як військова одиниця належало до Воронківської козацької сотні, а як приватна власність неодноразово переходило з рук у руки. Володіли Старим полковники переяславські Войця і Лисенко, Полуботок, Головченко, Томара, Сулими (кілька поколінь), вороньківський сотник Микола Афендик.
На початку XVIII століття у селі налічувалося всього 30 дворів, впродовж наступних 100 років Старе перетворилося на досить великий населений пункт.
За описом Київського намісництва 1781 року в Старому було 190 хат. За описом 1787 року в селі проживало 635 душ.
Село є на мапі 1800 року.
За даними перепису 1859 року у селі налічувалося 207 дворів, 1758 жителів. Тут були два заводи: цукровий і рафінадний. Заводи були власністю поміщика Іваненка, йому ж належала більша частина земель. У селі діяли дві церкви. Оскільки основу населення становило переважно козаки і селяни-кріпаки, то свою церкву Преображення Господнього мали козаки, селяни — Миколаївську.
На початку XX століття Іваненко продає свою маєтність П. Бродському, який зумів організувати на цих землях добре розвинуте сільськогосподарське підприємство. Був у маєтку Бродського завод з вирощуванню породистих робочих коней.
2 серпня 1918 року в селі Старе (нині — Бориспільського району) сталась трагедія. Невідомі особи оточили місцеву цукроварню, півтори години обстрілювали її, перебили охорону та увірвались до квартири директора заводу А. К. Ельмана. Вивівши директора у двір, наказали йому роздягнутись і розстріляли. Також був розстріляний акцизний контролер заводу. По тому квартири службовців були пограбовані, але склад цукру залишився недоторканим.
За даними 1921 року в селі була організована артіль, згодом перетворена на колгосп. У селі було 47 вітряків, 6 маслобоєнь, 2 кузні, 5 круподерні, 5 соломорізок, дві кінні молотилки.
1926 року Старе відносилося до Рогозівського району. Тут проживало 3749 осіб, разом з населенням хуторів Олександрівка, Кирилів, Чубата Могила та окремою садибою Циганків — 3796. Встановлено прізвища 182-х жителів села, померлих у роки голодомору 1932—1933 років.
У довоєнні роки у Старому працювали колгоспи імені Демченка та імені Куйбишева.
Німецько-радянська війна на зміну російській, принесла у село дворічну німецьку окупацію. На окупованій території, в старинських лісах з лютого 1943 року діяв партизанський загін. Партизани врятували від знищення Старинський цукровий завод і торфопідприємство з усім обладнанням, Повністю були збережені 10 придніпровських сіл. У Старому встановлено пам'ятник юній зв'язковій цього загону Фросі Вороні, яка загинула 1943 р. Понад 300 жителів Старого не повернулися з війни. На території села три братські могили. Близько 500 вояків знайшли тут вічний спочинок: це і оборонці села, учасники боїв за Дніпро, і партизани загону імені Щорса.

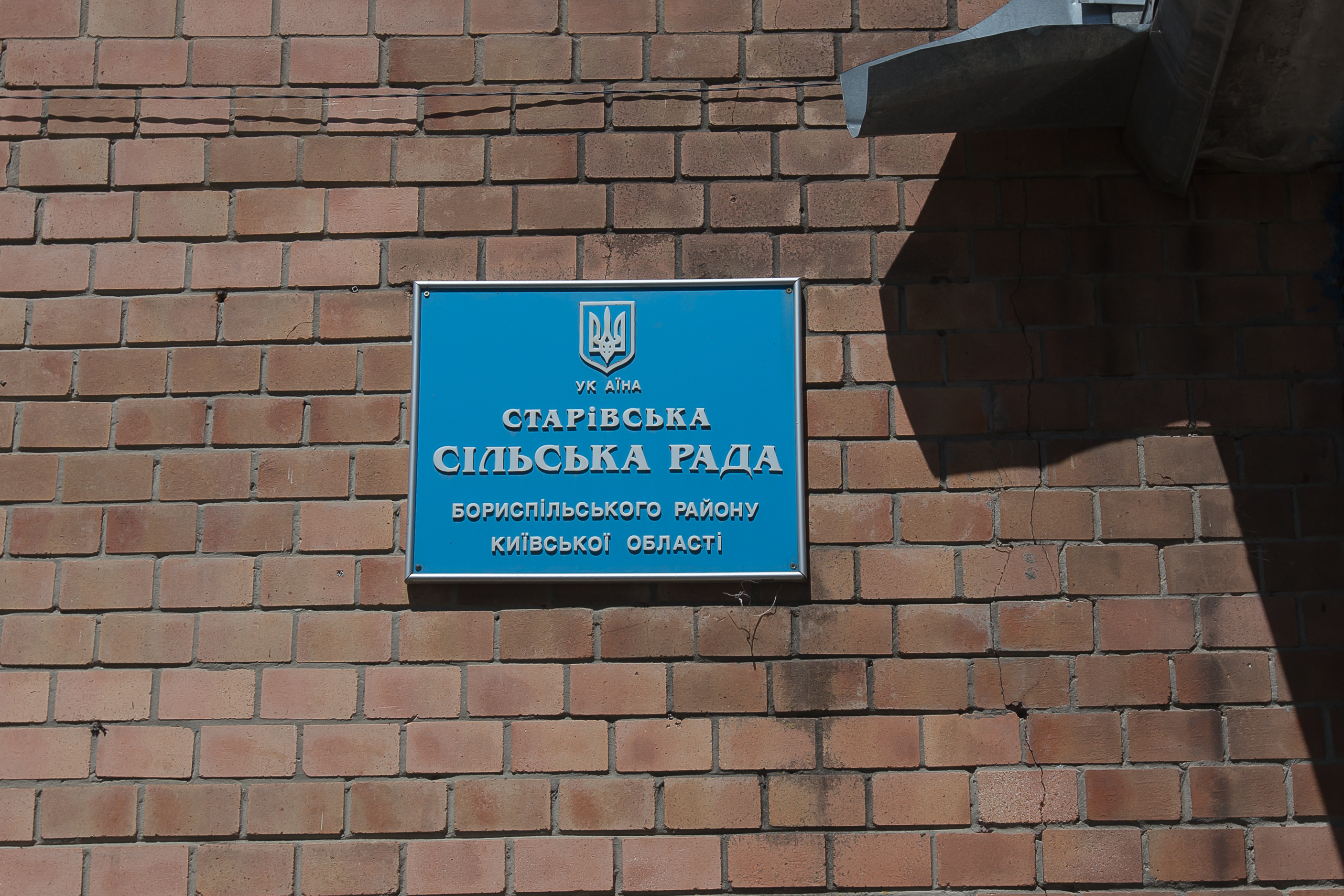
Старівська сільська рада

Пізніше за радянського часу, біля Старого була створена база забезпечення Київського вищого загальновійськового командного училища. У 1990-х роках військова частина та військовий полігон були вже у підпорядкуванні Національної гвардії України, а після її розформування у власності ЗСУ. З 2001 року військова частина та полігон у Старому перейшли в підпорядкування внутрішніх військ МВС у якості навчального полігону Північного територіального командування ВВ МВС України. У грудні 2015 року на базі військової частини створено навчальний центр «Старе» Північного ОТО НГУ, який згодом переформований у Міжнародний міжвідомчий багатопрофільний центр підготовки підрозділів НГУ (в/ч 3070).

## Населення

### Мова
Розподіл населення за рідною мовою за даними перепису 2001 року:
| Мова            | Кількість | Відсоток |
| --------------- | --------- | -------- |
| українська      | 2847      | 96.67%   |
| російська       | 89        | 3.02%    |
| румунська       | 1         | 0.06%    |
| білоруська      | 1         | 0.03%    |
| угорська        | 1         | 0.03%    |
| інші/не вказали | 6         | 0.19%    |
| Усього          | 2945      | 100%     |

## Економіка
Наприкінці XX століття у селі розміщувалася центральна садиба КСП «Україна», цукровий і цегельний заводи. Старівський цукровий завод — одне з найдавніших підприємств Київщини, яке майже півтора століття працювало на повну потужність, та займало першість в Київській області з виготовлення цукру.
Цукровий завод припинив роботу у 2009 році. У 2012 році вся інфраструктура цукрового заводу, разом із механізованою технікою була розграбована, підступно вирізана та здана на металобрухт, з метою наживи, декількома жителями цього ж села. На місці колишнього цукрового заводу знаходяться руїни, неначе після бомбардування, які користуються попитом у кінознімальних групах, що фільмують сюжети про війну.
Одним з найбільших постачальників індичого м'яса в Україні була Старівська птахофабрика. Нині птахофабрика налічує декілька комплексів в районі та області з вирощування бройлерів, та є найбільшим постачальником продукції на споживчий ринок під торговельною маркою «Наша Ряба».

## Пам'ятки

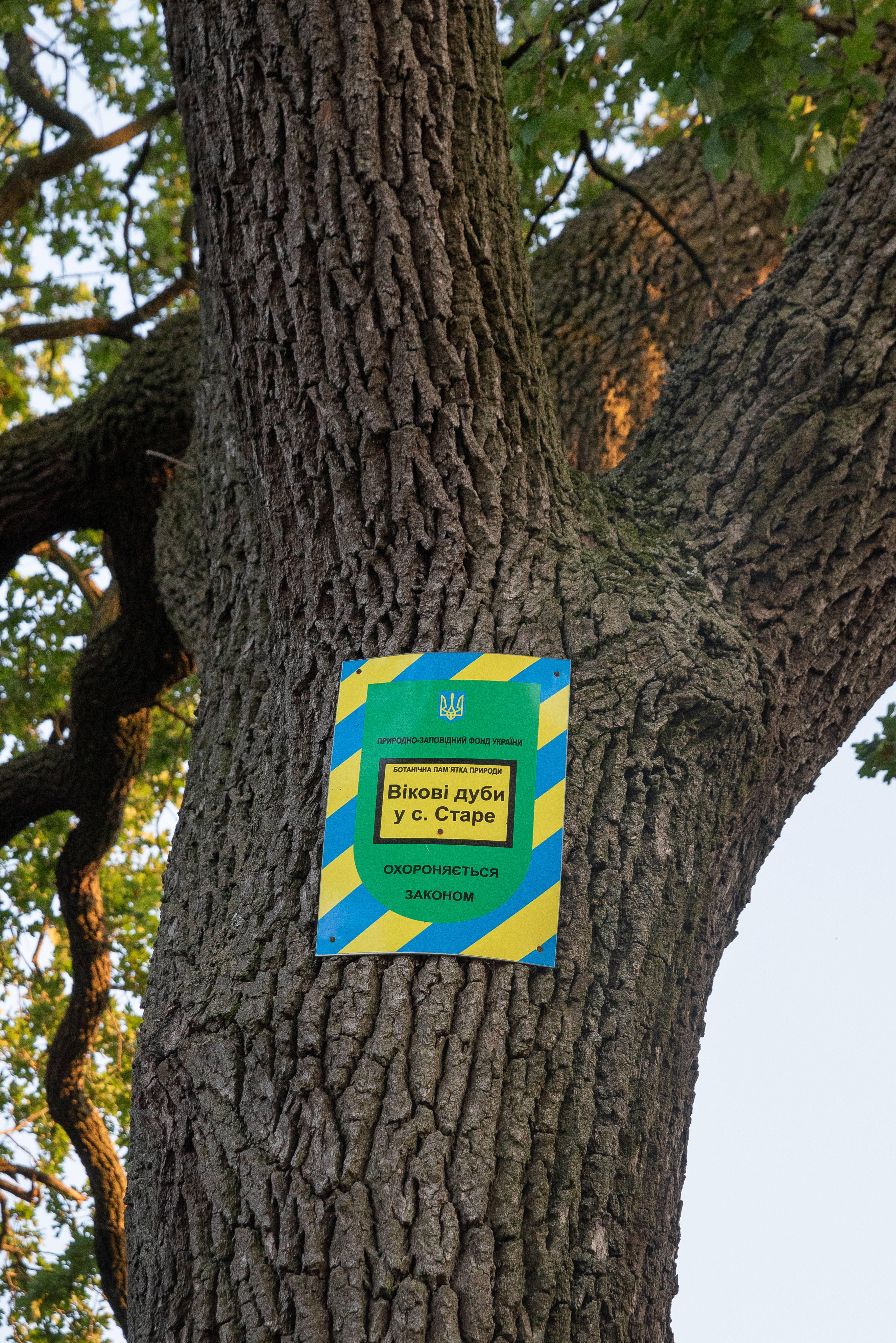
Охоронна табличка «Вікові дуби у селі Старе»

- Три дуби — ботанічна пам'ятка природи місцевого значення.
- Монумент Матері — перший в Україні монумент присвячений жінці-матері, бабусі, сестрі. Відкритий 30 вересня 2017 року[8].
- Старівський цегельний завод — один з перших заводів цегли та черепиці. Містить унікальні печі та коридори. В Європі такі заводи та будівлі з черепичними дахами є туристичними об'єктами. Наразі цей завод є приватною власністю і заборонений для відвідування.

## Культура та освіта
У селі є загальноосвітня школа І—ІІІ ступенів навчання, дитячий садок, будинок культури, лікарня, бібліотека.

## Відомі уродженці
- Сніжко Сергій Іванович (*18 березня 1958) — український гідрометеоролог, гідрохімік, доктор географічних наук, професор географічного факультету Київського національного університету імені Т. Г. Шевченка.
- Ніжинська Тамара Василівна (1 грудня1953 року народження, с. Старе) — заслужений юрист України (Указ Президента України № 168/2017 ), Державний службовець 2-го рангу.
- Чумак Іван Володимирович(нар. 8 грудня 1937, с. Старе, Бориспільський район, Київська область) — український журналіст, редактор, письменник.Заслужений журналіст України.